# سانت لوییس (بارج هتل)
سانت لوییس (بارج هتل) (به انگلیسی: Saint Louis (hotel barge)) یک کشتی است که طول آن ۲۹٫۲ متر (۹۶ فوت) و ارتفاع آن ۳٫۲ متر (۱۰ فوت) می‌باشد. این کشتی در سال ۱۹۲۳ ساخته شد.